# Arvo Viitanen
Arvo Albert Viitanen (Uurainen, 12 aprile 1924 – Myllykoski, 29 aprile 1999) è stato un fondista finlandese.

## Palmarès

### Olimpiadi invernali
- Argento a Cortina d'Ampezzo 1956 nella staffetta 4x10 km.

### Mondiali
- Oro a Falun 1954 nella staffetta 4x10 km.
- Argento a Falun 1954 nei 15 km.
- Bronzo a Falun 1954 nei 50 km.
- Bronzo a Lahti 1958 nei 50 km.
- Bronzo a Lahti 1958 nella staffetta 4x10 km.